# Dózsa Debreceni
Dózsa Debreceni, ou Dózsa de Debrecen (hongrois : Debreceni Dózsa; mort en 1322 ou 1323), est un influent magnat du royaume de Hongrie du début du XIVe siècle.

Fidèle partisan du roi Charles Robert de Hongrie.,, il exerce pour lui la charge de Voïvode de Transylvanie entre 1318 et 1321. et remporte une victoire en 1318 à Topa dans la région de Kolozvar contre les ennemis du roi; en 1320 lors de la bataille de Bonchita il défait Mojso le beau fils de Kopasz Borsa. Il devient finalement Palatin de Hongrie en 1322.